# 科普日夫尼采

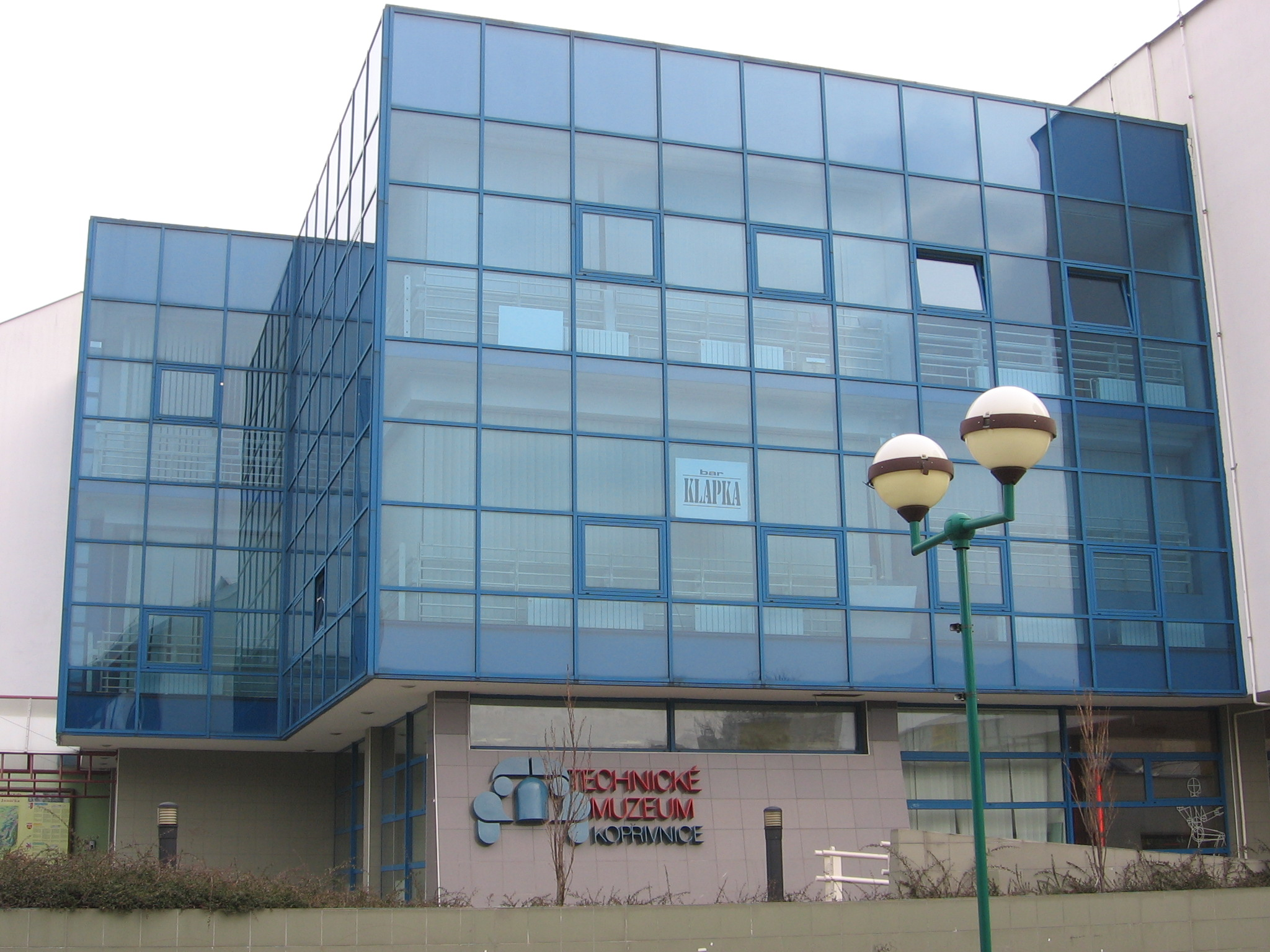

科普日夫尼采是捷克的城市，位於該國東部，距離俄斯特拉發28公里，由摩拉維亞-西利西亞州負責管轄，面積27.48平方公里，海拔高度320米，2006年人口23,642。

## 友好城市
- 法國 特拉普

## 外部連結
- Municipal website （页面存档备份，存于） (cz)